# Gimnastyka sportowa na Letnich Igrzyskach Olimpijskich 1984 – ćwiczenia wolne kobiet
Ćwiczenia wolne kobiet na Letnich Igrzyskach Olimpijskich 1984 – jedna z konkurencji gimnastyki sportowej rozgrywana podczas igrzysk 30 lipca – 5 sierpnia 1984 w Edwin W. Pauley Pavilion w Los Angeles. Mistrzynią olimpijską została Rumunka Ecaterina Szabo.

## Wyniki

### Kwalifikacje
65 zawodników rywalizowało w obowiązkowych i dowolnych ćwiczeniach wolnych podczas wieloboju indywidualnego 30 lipca i 1 sierpnia. 

### Finał
Sześć gimnastyczek z najlepszymi wynikami zakwalifikowało się do finału ćwiczeń wolnych 5 sierpnia, gdzie rywalizowały o medale w tej konkurencji.
| Poz. | Zawodniczka       | Reprezentacja            | Kwalifikacje | Kwalifikacje | Kwalifikacje | Finał  | Finał  |
| Poz. | Zawodniczka       | Reprezentacja            | Obowiązkowe  | Dowolne      | ½Q           | Finał  | Wynik  |
| ---- | ----------------- | ------------------------ | ------------ | ------------ | ------------ | ------ | ------ |
| 01 ! | Ecaterina Szabo   | Rumunia                  | 10,000       | 9,950        | 9,975        | 10,000 | 19,975 |
| 02 ! | Julianne McNamara | Stany Zjednoczone        | 9,900        | 10,000       | 9,950        | 10,000 | 19,950 |
| 03 ! | Mary Lou Retton   | Stany Zjednoczone        | 9,950        | 9,900        | 9,925        | 9,850  | 19,775 |
| 4    | Zhou Qiurui       | Chińska Republika Ludowa | 9,800        | 9,750        | 9,775        | 9,850  | 19,625 |
| 5    | Romi Kessler      | Szwajcaria               | 9,650        | 9,800        | 9,725        | 9,850  | 19,575 |
| 6    | Ma Yanhong        | Chińska Republika Ludowa | 9,800        | 9,700        | 9,750        | 9,700  | 19,450 |
| 7    | Maiko Morio       | Japonia                  | 9,750        | 9,700        | 9,725        | 9,650  | 19,375 |
| 8    | Laura Cutina      | Rumunia                  | 9,800        | 9,900        | 9,850        | 9,300  | 19,150 |